# غاريت ماديسون
غاريت ماديسون (بالإنجليزية: Garrett Madison)‏ هو متسلق الجبال أمريكي، ولد في 3 نوفمبر 1978 في سياتل في الولايات المتحدة.